# Kapłań (Podlaquia)
Kapłań [pronunciación en polaco: /ˈkapwaɲ/] es un pueblo ubicado en el distrito administrativo de Gmina Klukowo, dentro del Condado de Wysokie Mazowieckie, Voivodato de Podlaquia, en el norte de Polonia oriental.